# Legok Clile
Legok Clile is een bestuurslaag in het regentschap Pekalongan van de provincie Midden-Java, Indonesië. Legok Clile telt 1968 inwoners (volkstelling 2010).